# Čejkovice, České Budějovice
Čejkovice là một làng thuộc huyện České Budějovice, vùng Jihočeský, Cộng hòa Séc.